# منطقه فیض‌الله بیگی
فیض‌الله‌بیگی (به کردی: Fayzullabagî) به منطقه‌ای وسیع در استان کردستان و استان آذربایجان غربی بین دو شهر کردنشین سقز و بوکان گفته می‌شود.

## وجه تسمیه
این طایفه از مردم قدیم کرد بوده که از چندصد سال پیش در کردستان ایران سکونت دارند.

## مشخصات عمومی
این منطقه شامل روستاهای زیاد و بزرگی است به لحاظ فرهنگی دارای ویژگی های خاص خود می باشد.

## روستاهای مطرح
- کهریزه حومه

- آلکلو
- لگزی
- سرا
- سرچشمه
- برده زرد
- موکه
- سلیمان کندی
- عرب‌اوغلوی علیا
- عرب‌اوغلوی سفلی
- ناچیت[۱]